# Józef Emil Czajkowski
Józef Emil Czajkowski (ur. 19 kwietnia 1941 w Ułanowicach) – polski historyk i dziennikarz i działacz ludowy. W latach 1989–1997 dyrektor Muzeum Historii Polskiego Ruchu Ludowego w Warszawie.

## Życiorys
Ukończył historię na Uniwersytecie Wrocławskim. Berliński korespondent „Zielonego Sztandaru” oraz „Dziennika Ludowego”. Pisał pod pseudonimem dziennikarskim „Lime”.

## Publikacje
- Księga poległych i pomordowanych żołnierzy Batalionów Chłopskich 1940–1945, Warszawa 1995r, Copyright by Muz.Hist.Pol.Ruchu Ludowego
- Sztandary polskiego ruchu ludowego,Warszawa 1994r. Ludowa Spółdzielnia Wydawnicza
- Z dziejów ruchu ludowego w Polsce i na Dolnym Śląsku,
- Polski ruch młodzieżowy na Dolnym Śląsku, Warszawa-Wrocław 1979, Państw. Wyd. Naukowe
- Towarzystwo pożyczkowo-oszczędnościowe w Klimontowie 1898–1939, Ludowa Spółdzielnia Wydawnicza, 2008.

## Odznaczenia
- Krzyż Kawalerski Orderu Odrodzenia Polski
- Złoty i Srebrny Krzyż Zasługi
- Medal „Za zasługi dla Ruchu Ludowego” im. Wincentego Witosa
- Medal im. Stanisława Staszica